# 华林遍略
《華林遍略》是南北朝時期類書。
梁武帝令刘杳编纂《寿光书苑》，但不盡理想，遠不如刘孝标所编纂的《类苑》。天监十五年（516年）梁武帝蕭衍下令華林園學士編纂《遍略》，领修人是徐勉，另有何思澄、顾协、刘杳、王子云、鍾嶼等五人協修。一說是徐僧權領修。八年书成，合計七百卷。成書後流傳甚廣。東魏高澄執政時，江南商人攜《華林遍略》抄本至北方售賣，高澄召集高手加班加点誊抄后，退还給賣家，发现少了几卷，原來是祖珽偷去賣錢。《遍略》之后的类书如《修文殿御览》《长洲玉镜》《文思博要》皆以之为藍本。《華林遍略》在隋时尚著录六百二十卷，至北宋便已亡佚，编《太平御览》时没有能利用到它。